# Кенжебаев, Эрмек Жигитбекович
Эрмек Жигитбекович Кенжебаев (кирг. Эрмек Жигитбекович Кенжебаев; род. 3 апреля 2003, Бишкек) — киргизский футболист, полузащитник мозырской «Славии» и национальной сборной Кыргызстана.

## Карьера

### «Дордой»

#### Аренда в «Илбирс»
Воспитанник футбольной академии бишкекского клуба «Дордой». В марте 2021 года футболист на правах арендного соглашения присоединился к бишкекскому клубу «Илбирс». Дебютировал за клуб футболист 20 матча 2021 года в матче против клуба «Каганат», выйдя на замену на 57 минуте. Футболист быстро смог закрепиться в основной команде клуба, отличившись за сезон результативной передачей. В начале 2022 года «Илбирс» продлил аренду футболиста ещё на сезон. Дебютный гол за клуб футболист 12 марта 2022 года в матче против клуба «Кара-Балта». На протяжении всего сезона футболист был ключевым игроком клуба, за который успел отличился 5 забитыми голами и 2 результативными передачами. По окончании сезона покинул клуб.

#### Возвращение в «Дордой»
В начале 2023 года футболист вернулся в распоряжение «Дордоя», вместе с которым начал подготовку к новому сезону. Дебютировал за клуб футболист 6 апреля 2023 года в матче против клуба «Нефтчи», выйдя на замену на 75 минуте. На протяжении первой половины сезона футболист так и не смог закрепиться в основной команде клуба, проведя лишь 4 матча в рамках чемпионате, большую часть проведя на скамейке запасных, результативными действиями не отличившись. В июле 2023 года футболист покинул клуб, расторгнув контракт по соглашению сторон.

### «Славия-Мозырь»
В конце июля 2023 года появилась информация, что футболист может продолжить карьеру в белорусской «Славии». В августе 2023 года футболист официально присоединился к мозырскому клубу, подписав контракт до конца 2024 года. Дебютировал за клуб футболист 25 ноября 2023 года в матче против «Гомеля», выйдя на замену на 81 минуте. На протяжении сезона футболист футболист большую часть матчей оставался на скамейке запасных, лишь под конец чемпионата несколько раз вышел на поле, однако результативными действиями не отличился, преимущественно выступая за дублирующий состав. По итогу сезона футболист вместе с клубом завершил чемпионат на итоговом седьмом месте.
Новый сезон за клуб футболист начал 7 апреля 2024 года с матча против «Ислочи», выйдя на поле в стартовом составе.

## Международная карьера
В сентябре 2022 года футболист получил вызов в молодёжную сборную Кыргызстана до 20 лет для участия в квалификациях на молодёжный чемпионат Азии до 20 лет. Дебютировал за сборную 14 сентября 2022 года в матче против сборной Ирана. Дебютный гол забил 18 сентября 2022 года в матче против сборной Брунея. В марте 2023 года футболист отправился на основной этап молодёжного чемпионата. Первый матч сыграл 3 марта 2023 года против сборной Саудовской Аравии. По итогу группового этапа футболист вместе со сборной занял последнее место в группе и покинул турнир.
В марте 2023 года футболист получил вызов в молодёжную сборную Кыргызстана до 23 лет. Дебютировал за сборную 22 марта 2023 года в товарищеском матче против сборной Кувейта. В сентябре 2023 года футболист вместе со сборной отправился на квалификационные матчи молодёжного чемпионата Азии до 23 лет. Первый матч на турнире сыграл 6 сентября 2023 года против сборной Мьянмы.
В октябре 2023 года футболист получил вызов в национальную сборную Кыргызстана вместо травмированного Алимардона Шукурова. Дебютировал за сборную 12 октября 2023 года в товарищеском матче против сборной Бахрейна.